# Třída Point (2002)
Třída Point je třída transportních lodí typu Roll-on/roll-off provozovaných ve prospěch Royal Fleet Auxiliary, podpůrné složky britského královského námořnictva. Plavidla slouží k přepravě vozidel a dalšího nákladu. Jsou využívána pro logistickou podporu operací v Evropě (zejména Německo a Pobaltí) a v dalších oblastech (Blízký východ, Falklandy, Gibraltar, Kypr). Celkem bylo postaveno šest jednotek této třídy. Dokončeny byly v letech 2002–2003. V návaznosti na Strategic Defence and Security Review 2010 byla plavidla Longstone a Beachy Head uvolněna a prodána.

## Historie

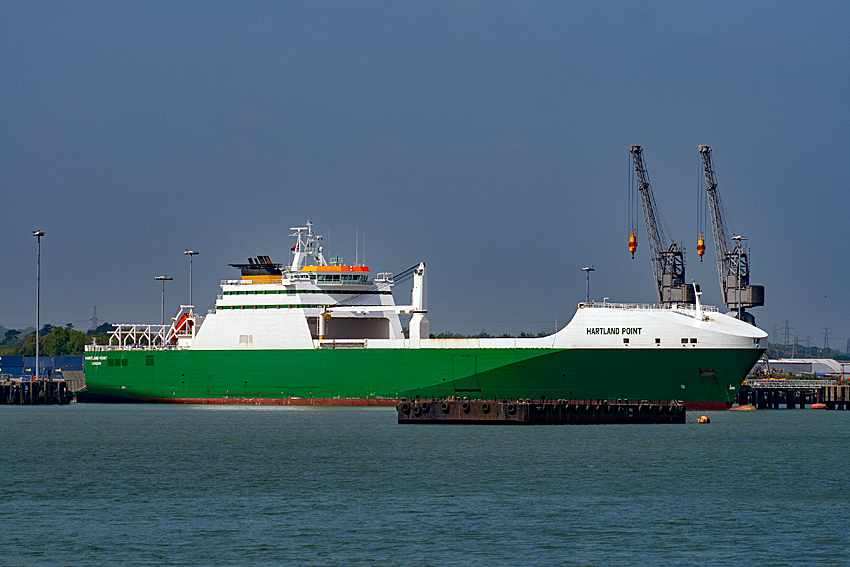
MV Hartland Point

V roce 1998 přezkum obrany identifikoval potřebu šesti lodí typu Ro-Ro pro logistickou podporu. V říjnu 2000 britské ministerstvo obrany podepsalo smlouvu s konsorciem AWSR Shipping (později Foreland Shipping) na poskytnutí šesti plavidel na 25 let (do roku 2024). AWSR Shipping pro tuto zakázku vytvořily společnosti Andrew Weir Shipping, Houlder Offshore Engineering, James Fisher & Sons a Bibby Line. Akvizice třídy Point byla financována prostřednictvím soukromé finanční iniciativy (Private Finance Initiative, PFI), partnerství mezi soukromým a obranným sektorem. Společnost AWSR byla odpovědná za stavbu lodí a zajištění britských posádek. Plavidla zůstala v jejím majetku a ministerstvo obrany nemělo povinnost je po vypršení smlouvy odkoupit. Dohoda AWSR umožnila dvě plavidla využívat na komerčním trhu pod podmínkou, že v případě nouze by byla ve vlemi krátké době (30 dnů) k dispozici pro plnění obranných úkolů. Zbývající čtyři plavidla byla primárně využívána pro potřeby ozbrojených sil.
Celkem bylo postaveno šest jednotek této třídy. Čtyři postavila německá loděnice Flensburger Schiffbau-Gesellschaft ve Flensburgu. Pojmenovány byly po britských majácích. Třída Point konstrukčně navazuje na typovou řadu Flensburger Ro-Ro 2700 této loděnice. Další dvě jednotky postavila jako subdodavatel britská loděnice Harland & Wolff v Belfastu. Anvil Point tehdy byl poslední lodí dokončenou loděnicí Harland & Wolff, která se následně přeorientovala na inženýrskou činnost pro pobřežní energetiku a opravy lodí. Díky relativně jednoduché konstrukci a zkušenostem výrobce se stavbou lodí této typové řady se všech šest plavidel podařilo dodat o osmnáct měsíců dříve, než bylo původně plánováno. Původní smlouva z roku 2000 vypršela roku 2024. Roku 2022 byla uzavřená nová smlouva, kterou byl provoz plavidel ve prospěch britských ozbrojených sil prodloužen o roky 2025–2030.
Jednotky třídy Point:
| Jméno             | Loděnice              | Vstup do služby | Status                                                                                 |
| ----------------- | --------------------- | --------------- | -------------------------------------------------------------------------------------- |
| MV Hurst Point    | Flensburger Schiffbau | srpen 2002      | aktivní                                                                                |
| MV Hartland Point | Harland & Wolff       | prosinec 2002   | aktivní                                                                                |
| MV Eddystone      | Flensburger Schiffbau | listopad 2002   | aktivní                                                                                |
| MV Anvil Point    | Harland & Wolff       | březen 2003     | aktivní                                                                                |
| MV Longstone      | Flensburger Schiffbau | leden 2003      | aktivní                                                                                |
| MV Beachy Head    | Flensburger Schiffbau | srpen 2003      | Přejmenována na MV Mentor. Provozována ve prospěch Singapurského námořnictva. Aktivní. |

## Konstrukce

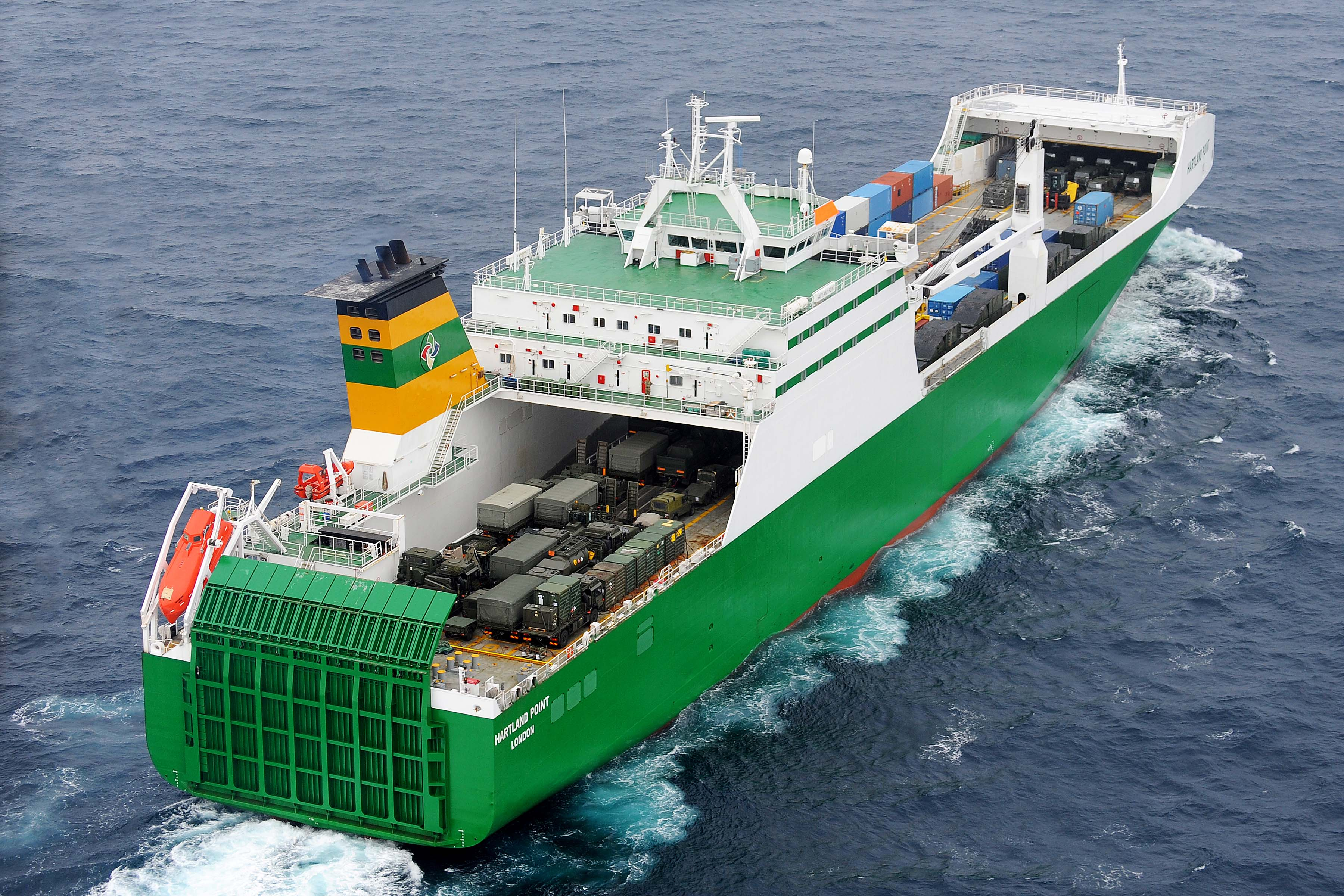
MV Hartland Point

Díky vysokému stupni automatizace tvoří standardní posádku 18-22 osob, přičemž k řízení plavidla jich stačí dvanáct. Plavidlo pojme až 13 000 tun nákladu. Typický nálad představuje až 220 vozidel, včetně tanků, bojových vozidel pěchoty a obrněných transportérů. Alternativně lze naložit až 668 TEU kontejnerů, nebo vytvářet různé kombinace vozidel a dalšího nákladu. Plavidlo je vybaveno třemi palubami pro uložení vozidel, propojenými pomocí ramp. Vozidla jsou nakládána přes hydraulicky ovládanou záďovou rampu o nosnosti 77 tun, kterou doplňuje boční rampa o nosnosti 68 tun na pravoboku a dále jeřáb s nosností čtyřicet tun. Pohonný systém tvoří dva diesely, roztáčející dva lodní šrouby se stavitelnými lopatkami. Plavidla Hurst Point, Anvil Point a Hartland Point pohánějí diesely MaK 7M43 a dosahují maximální rychlosti osmnáct uzlů. Plavidla Beachy Head, Eddystone a Longstone pohánějí výkonnější diesely MaK 9M43, sek terými dosahují nejvyšší rychlosti 21 uzlů. Dosah je 12 000 námořních mil.